# Ramsey-Gletscher
Der Ramsey-Gletscher ist ein 72 km langer Gletscher in der antarktischen Ross Dependency. Er fließt aus den Bush Mountains nahe dem Polarplateau nach Norden zum Ross-Schelfeis, das er östlich des Den Hartog Peak an der Dufek-Küste erreicht.
Entdeckt wurde er bei einem Überflug zwischen dem 29. Februar und dem 1. März 1940 während der United States Antarctic Service Expedition (1939–1941). Das Advisory Committee on Antarctic Names benannte ihn 1962 auf Vorschlag des US-amerikanischen Polarforschers Richard Evelyn Byrd nach Admiral DeWitt C. Ramsey (1888–1961) von der United States Navy, stellvertretender Leiter der Marineoperationen während der Operation Highjump (1946–1947).